# Aeroportul Bordeaux–Mérignac
Aeroportul Bordeaux–Mérignac (în franceză Aéroport de Bordeaux Mérignac) (IATA: BOD, ICAO: LFBD) este un aeroport din Mérignac, Bordeaux Métropole⁠(d), Franța ce deservește zona Bordeaux. Aeroportul a fost tranzitat în 2022 de 5.704.455 de pasageri. A fost deschis în 1917 și numit după Mérignac.
Situat la o altitudine de 51 m, aeroportul dispune de 2 piste.

## Infrastructură

### Piste
Aeroportul dispune de 2 piste. Pista 05/23 are suprafața de asfalt și dimensiunile 3.100 m × 45 m. Pista 11/29 are suprafața de asfalt și dimensiunile 2.415 m × 45 m. 